# Западня (Харьковская область)
Западня (укр. Западня) — село,
Великогомольшанский сельский совет,
Змиёвский район,
Харьковская область, Украина.
Код КОАТУУ — 6321781502. Население по переписи 2001 года составляет 79 (37/42 м/ж) человек.

## Географическое положение
Село Западня находится у истоков реки Гомильша (левый берег), ниже по течению на расстоянии в 3 км расположено село Великая Гомольша, село окружено большими лесными массивами (дуб), в 4-х км проходит железная дорога (станция Новоберекская) и автомобильная дорога Т-2107.

## История
- 1747 — дата первого упоминания[1].
- В Российской Империи называлась Западенька.

- Карта Змиевского Уезда в 1887

## Достопримечательности
- Братская могила советских воинов. Похоронен 101 воин.